# Space western
Space western – podgatunek fantastyki naukowej, który czerpie tematy i motywy z westernów, łącząc je z opowieściami rozgrywającymi się w przestrzeni kosmicznej.

## Charakterystyka

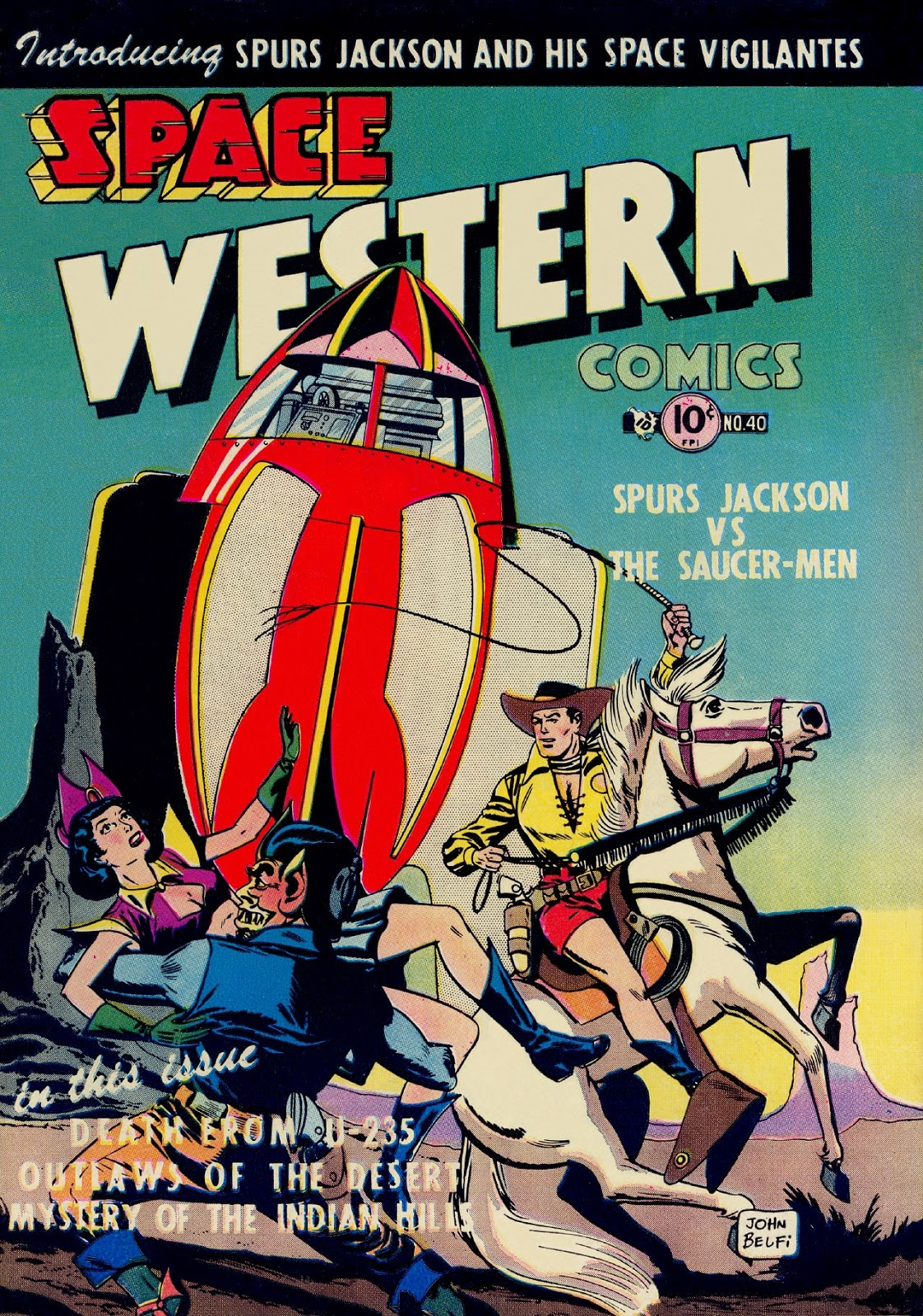
Okładka magazynu „Space Western Comics” z października 1952

Space western jako podgatunek science fiction, łączy elementy westernu z futurystyczną scenerią kosmosu. Motywy charakterystyczne dla westernu mogą być w tym gatunku przedstawione wprost, na przykład poprzez obecność kowbojów w kosmosie, lub bardziej subtelnie, jako wpływy widoczne w operach kosmicznych. Gatunek różni się od westernu science fiction, który zazwyczaj wykorzystuje tradycyjne realia Dzikiego Zachodu, podczas gdy Space Western, czerpiąc z science fiction, wprowadza fabuły, tropy i archetypy westernu, osadzając je w przestrzeni kosmicznej i futurystycznych realiach.
Gene Roddenberry opisał Star Trek: The Original Series (1966) jako space western, określając go bardziej poetycko jako „Wagon Train wśród gwiazd”. Firefly (2002) i jego kinowa kontynuacja Serenity (2005) dosłownie oddają westernowe aspekty tego gatunku, które spopularyzował Star Trek. Wykorzystują takie elementy, jak miasta graniczne, konie czy styl klasycznych westernów Johna Forda. Terraformowane światy w westernach kosmicznych mogą być przedstawione jako miejsca, które stawiają osadników przed wyzwaniami podobnymi do tych znanych z osad granicznych w tradycyjnych westernach. Rewolwery i konie są w nich często zastąpione przez pistolety laserowe i rakiety.
Koncepcja space westernu zakłada, że ogromne odległości w kosmosie tworzą bariery, które zmuszają ludzi do samodzielności i ograniczają ich zasoby. Popularne tematy tego gatunku obejmują eksplorację nowych granic galaktyki i próby „ujarzmienia” rozległych przestrzeni kosmicznych. Historie zazwyczaj koncentrują się na trudnościach oraz przygodach związanych z niezbadanymi granicami kosmosu.
Space westerny czasami przeplatają się z operą kosmiczną oraz militarną fantastyką naukową i zazwyczaj wpisują się w tematykę wojny kosmicznej. Filmy i seriale z tego gatunki są czasami oparte na popularnych franczyzach opery kosmicznej, takich jak rozszerzone uniwersa Gwiezdnych wojen i Star Treka. Często ukazują one wojnę międzygwiezdną i ucisk galaktycznego imperium jako tło, koncentrując się na samotnych rewolwerowcach w kosmosie, którzy używają broni promieniowej i fantastycznych technologii w futurystycznym, kosmicznym krajobrazie na obrzeżach znanego wszechświata.

## Historia

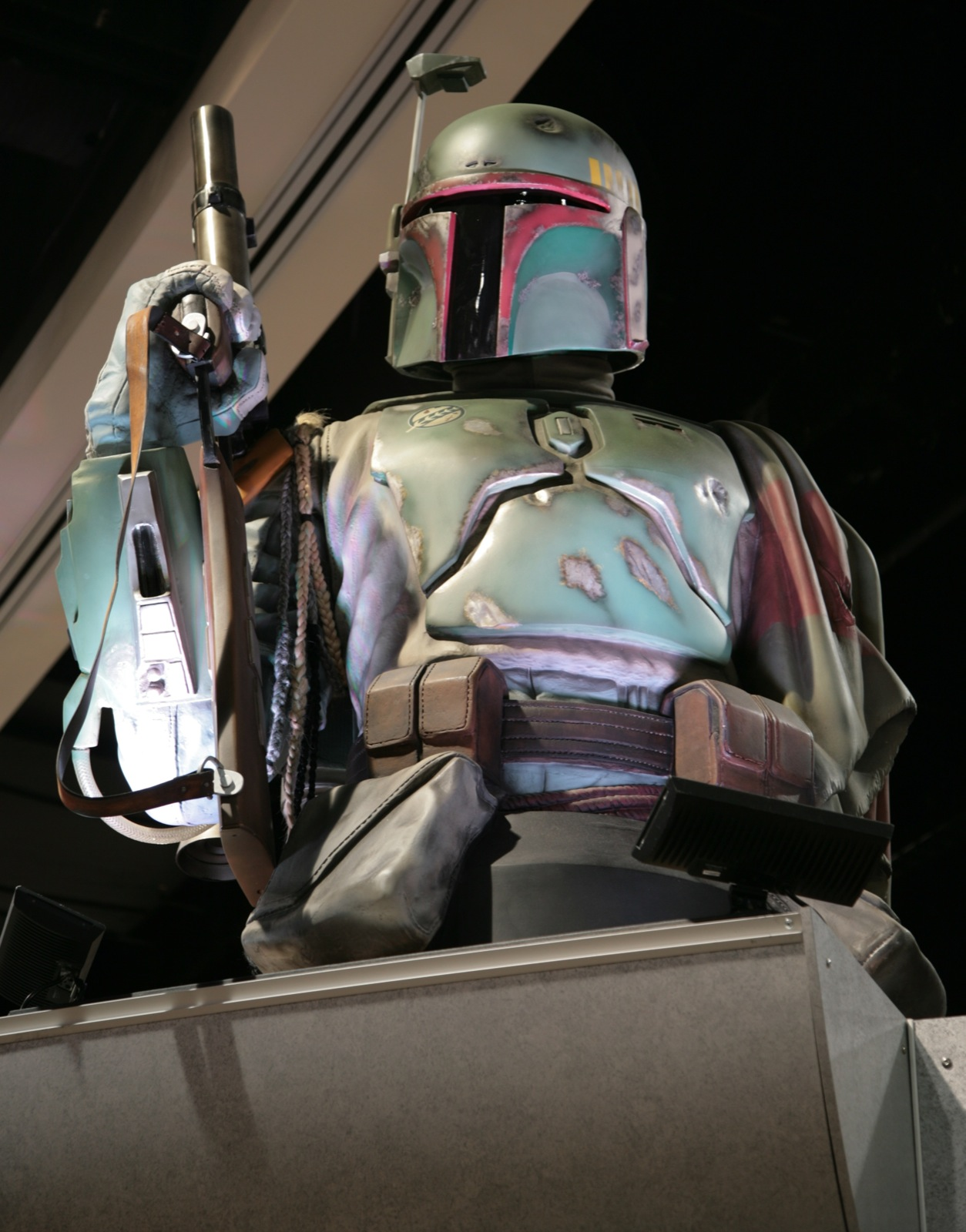
Cosplay Boby Fetta, postaci pierwotnie opartej na Człowieku bez imienia ze spaghetti westernowej trylogii dolarowej.

Westerny miały wpływ na wczesne magazyny pulpowe science fiction. Pisarze przesyłali do nich opowiadania w obu gatunkach, a magazyny czasami naśladowały okładki westernów, aby podkreślić podobieństwa. W latach 30. XX wieku C.L. Moore stworzyła jednego z pierwszych bohaterów westernów kosmicznych, Northwesta Smitha. Buck Rogers i Flash Gordon również stanowią wczesne przykłady. Po spadku popularności komiksów o superbohaterach w latach 40. XX wieku w Stanach Zjednoczonych, zastąpiły je komiksy westernowe i horrory. Kiedy jednak komiksy o tematyce horroru stały się trudne do utrzymania z powodu regulacji Comics Code Authority w połowie lat 50. XX wieku, tematyka science fiction oraz westerny kosmiczne zyskały na popularności.
W połowie lat 60. klasyczne filmy westernowe wyszły z mody, a zastąpiły je westerny rewizjonistyczne. Seriale science fiction, takie jak Zagubieni w kosmosie (1965) i Star Trek, wyznaczyły nowe granice eksploracji. Reżyser Peter Hyams, twórca filmu Odległy ląd (1981), powiedział, że w latach 80. XX wieku szefowie studiów nie chcieli finansować westernów, więc nakręcił western kosmiczny. Odległy ląd zaczerpnął fabułę bezpośrednio z W samo południe (1952) i przeniósł ją na księżyc Jowisza, Io.
Opery kosmiczne, w tym seria filmów Gwiezdne wojny, wykazują silne inspiracje westernami. Postacie takie jak Boba Fett, Han Solo oraz kantyna w Mos Eisley stanowią przykłady bezpośrednich odniesień do motywów charakterystycznych dla tego gatunku. George Lucas twierdził, że postać Boby Fetta oparto na Człowieku bez Imienia z trylogii dolarowej w reżyserii Sergio Leone. Oryginalny kostium Hana Solo oraz jego postawa, przypominająca postać rewolwerowca-łobuza, również odzwierciedlają wpływ westernu na Gwiezdne wojny.
Wizja przyszłości przedstawiana z perspektywy pogranicza jest jednym z wielu sposobów postrzegania eksploracji kosmosu, a nie podejściem akceptowanym przez wszystkich twórców literatury science fiction. Turkey City Lexicon, dokument opracowany przez warsztat pisarzy science fiction Turkey City Writer’s Workshop, potępia western kosmiczny jako „najbardziej zgubną” formę predefiniowanego tła, które unika konieczności tworzenia nowego, oryginalnego świata. Magazyn „Galaxy Science Fiction” w 1950 zamieścił reklamę na tylnej okładce z hasłem: „Nigdy tego nie zobaczysz w Galaxy”, co zapoczątkowało powstawanie równoległych opowieści łączących motywy westernowe i science fiction, z postacią Bata Durstona. Gatunek westernu kosmicznego zyskał nieformalne – a często pejoratywne – określenie „opowieści Bata Durstona”. Takie ostre ataki na ten podgatunek, w połączeniu z krytyką oper kosmicznych, doprowadziły do przekonania, że wszystkie westerny kosmiczne są z definicji pisane powierzchownie i nie stanowią „prawdziwej” fantastyki naukowej. Mimo że podstawowe motywy tego gatunku pozostawały wpływowe, taka tendencja utrzymywała się aż do lat 80., kiedy to premiera filmu Outland oraz kreskówki dla dzieci, takie jak BraveStarr (1987) The Adventures of the Galaxy Rangers (1986), ponownie spopularyzowały motywy kowbojów w przestrzeni kosmicznej.
Kreskówka BraveStarr przedstawia przygody Space Marshala, który stara się utrzymać porządek i sprawiedliwość w XXIII wieku, natomiast The Adventures of the Galaxy Rangers ukazuje bohaterów, przypominających Texas Rangers, którzy podróżują przez preriowy krajobraz na robotycznych koniach. Statki kosmiczne i sześciostrzałowe rewolwery stanowią istotne elementy fabularne tych produkcji.
W latach 90. XX wieku japońskie produkcje manga i anime, takie jak Trigun (1995), Outlaw Star (1996) oraz Cowboy Bebop (1997), podjęły tematykę space westernu. Kilka lat później serial Firefly zyskał popularność, co spowodowało ponowną krytyczną ocenę i odnowienie tego gatunku. Współczesne gry komputerowe, takie jak StarCraft, The Outer Worlds oraz seria Borderlands, również przyczyniły się do popularyzacji motywów space westernu. Filmy takie jak Kroniki Riddicka (2004) kontynuują tradycję tego gatunku, łącząc elementy science fiction z klasycznymi tropami westernu.